# Wilson Theodore Oliver Crewdson
Wilson Theodore Oliver Crewdson, britanski general, * 1887, † 1961.